# Pelleport (Métro Paris)

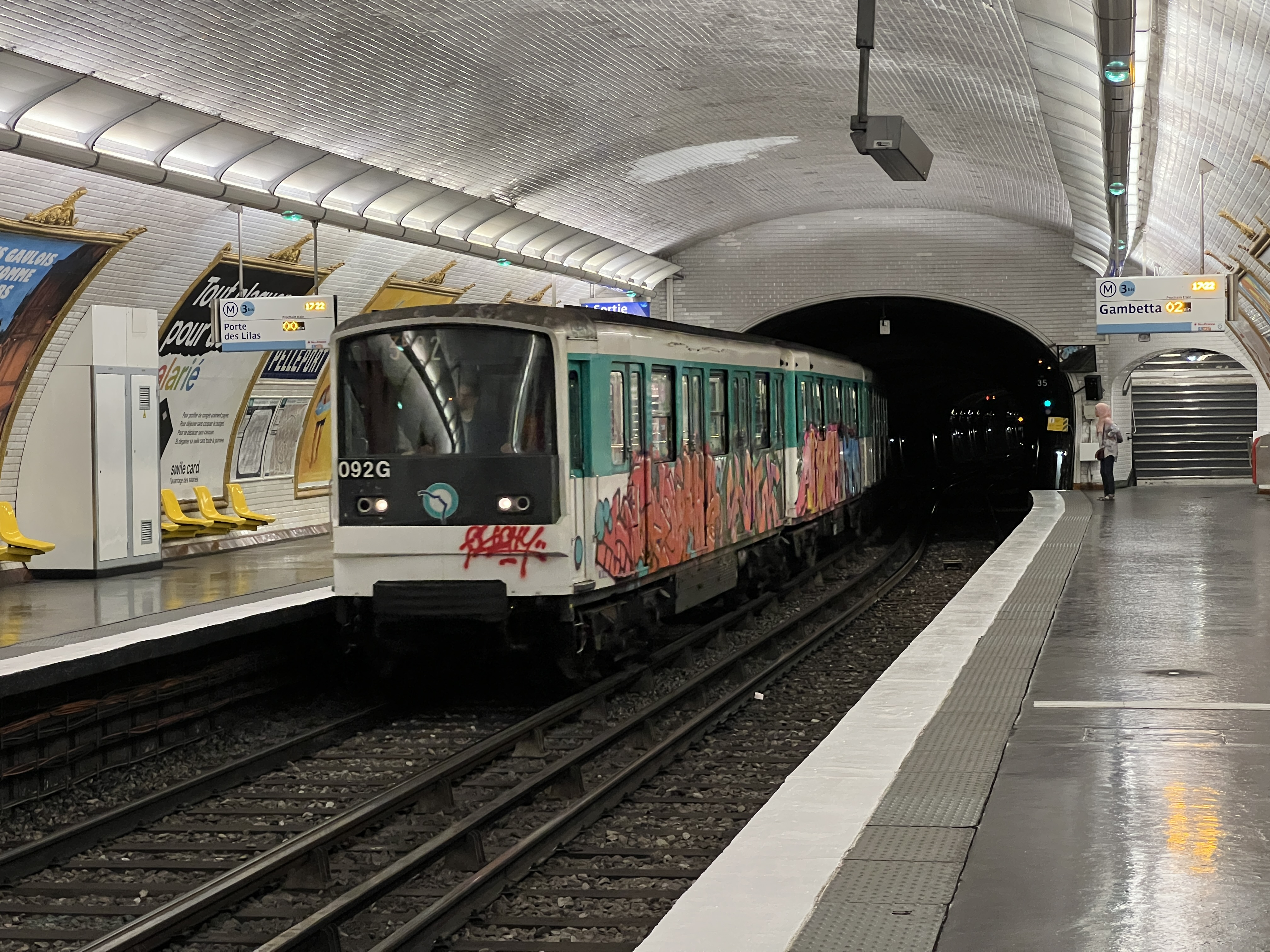
Zug der Baureihe MF 67 bei der Einfahrt in die Station

Der U-Bahnhof Pelleport [pɛlpɔʁ] ist eine unterirdische Station der Linie 3bis der Pariser Métro. Sie ist von den in beiden Fahrtrichtungen angefahrenen Stationen die am geringsten frequentierte des Métronetzes.

## Lage
Die Station befindet sich an der Grenze des Quartier du Père-Lachaise mit dem Quartier Saint-Fargeau im 20. Arrondissement von Paris. Sie liegt längs unter der Avenue Gambetta in Höhe deren Kreuzung mit der Rue Pelleport.

## Name
Den Namen gibt die Rue Pelleport. Pierre de Pelleport (1773–1855) war Divisionsgeneral, insbesondere in der Zeit der Restauration. In der Schlacht bei Preußisch Eylau wurde er schwer verwundet.

## Geschichte und Beschreibung

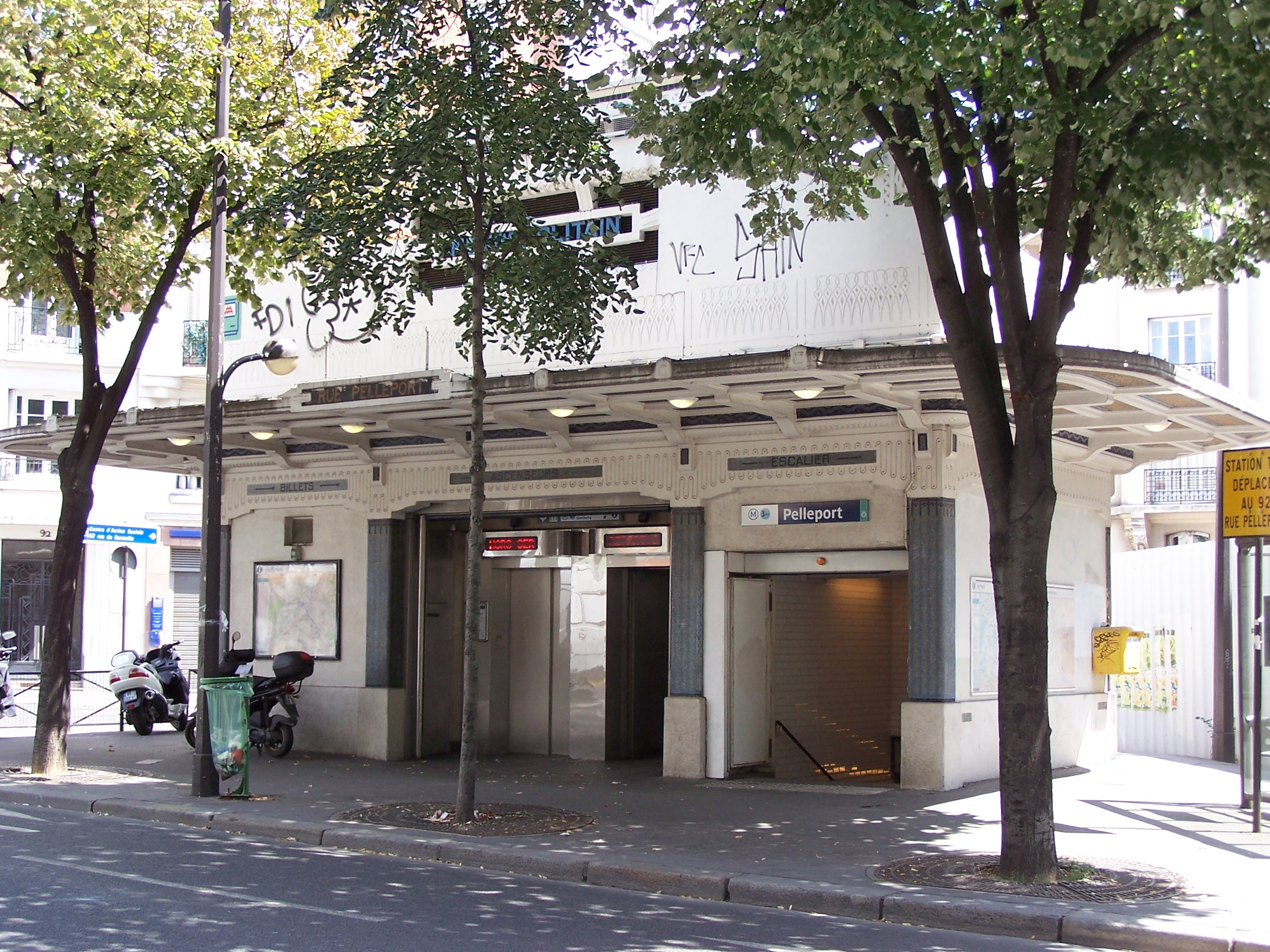
Zugangsgebäude

Am 27. November 1921 wurde die Station mit der Eröffnung der Linie 3 in Betrieb genommen. Diese verlief damals von Porte de Champerret bis Porte des Lilas. 1971 wurde die Streckenführung der Linie 3 verändert, sie verkehrt seitdem von Gambetta weiter bis Gallieni. In diesem Zusammenhang wurde der Abschnitt von Gambetta nach Porte des Lilas am 2. April 1971 zur eigenständigen Linie 3bis.
Unter einem elliptischen, weiß gefliesten Gewölbe hat die 75 m lange Station Seitenbahnsteige an zwei parallelen Streckengleisen. Ihre Seitenwände folgen der Krümmung der Ellipse. Sie gehört zu den wenigen Stationen, die ein Zugangsgebäude aufweisen. Dessen Bau war erforderlich, da die tiefliegende Station neben dem Treppenaufgang Aufzüge erhielt.

## Fahrzeuge
Zunächst waren auf der Strecke Züge der Bauart Sprague-Thomson unterwegs, die dort bis 1967 verkehrten. In jenem Jahr erhielt die Linie 3 als erste die neue, klassisch auf Stahlschienen laufende Baureihe MF 67. Diese Züge sind auf der Linie 3bis im Jahr 2017 nach wie vor im Einsatz, allerdings auf die Länge von drei Wagen verkürzt.